# Konark
Konark är en stad vid Bengaliska viken, 65 km från Bhubaneswar, och nära Puri, i den indiska delstaten Odisha. Den tillhör distriktet Puri och folkmängden uppgick till 16 779 invånare vid folkräkningen 2011.
I Konark ligger det kända Soltemplet (eller Svarta pagoden) som 1984 blev uppsatt på Unescos världsarvslista.